# 강화유수부 동헌
강화유수부 동헌(江華留守府 東軒)은 인천광역시 강화군 강화읍 관청리에 있는 조선시대의 동헌 건축물이다. 1995년 3월 2일 인천광역시의 유형문화재 제25호로 지정되었다.

## 개요
조선시대 관아의 하나로 강화지방의 중심업무를 보던 동헌이다. 영조 45년(1769)에 유수 황경원이 현윤관이라 이름을 붙였으며, 여러 차례 보수해서 본래의 모습을 찾아볼 수 없다. 앞면 8칸·옆면 3칸의 규모로, 지붕 옆면이 여덟 팔(八)자 모양인 팔작지붕집이다. ‘명위헌(明威軒)’과 ‘이관당(以寬堂)’이라는 현판은 당시의 명필이자 학자인 백하 윤순(1680∼1714)이 썼다.

## 사진

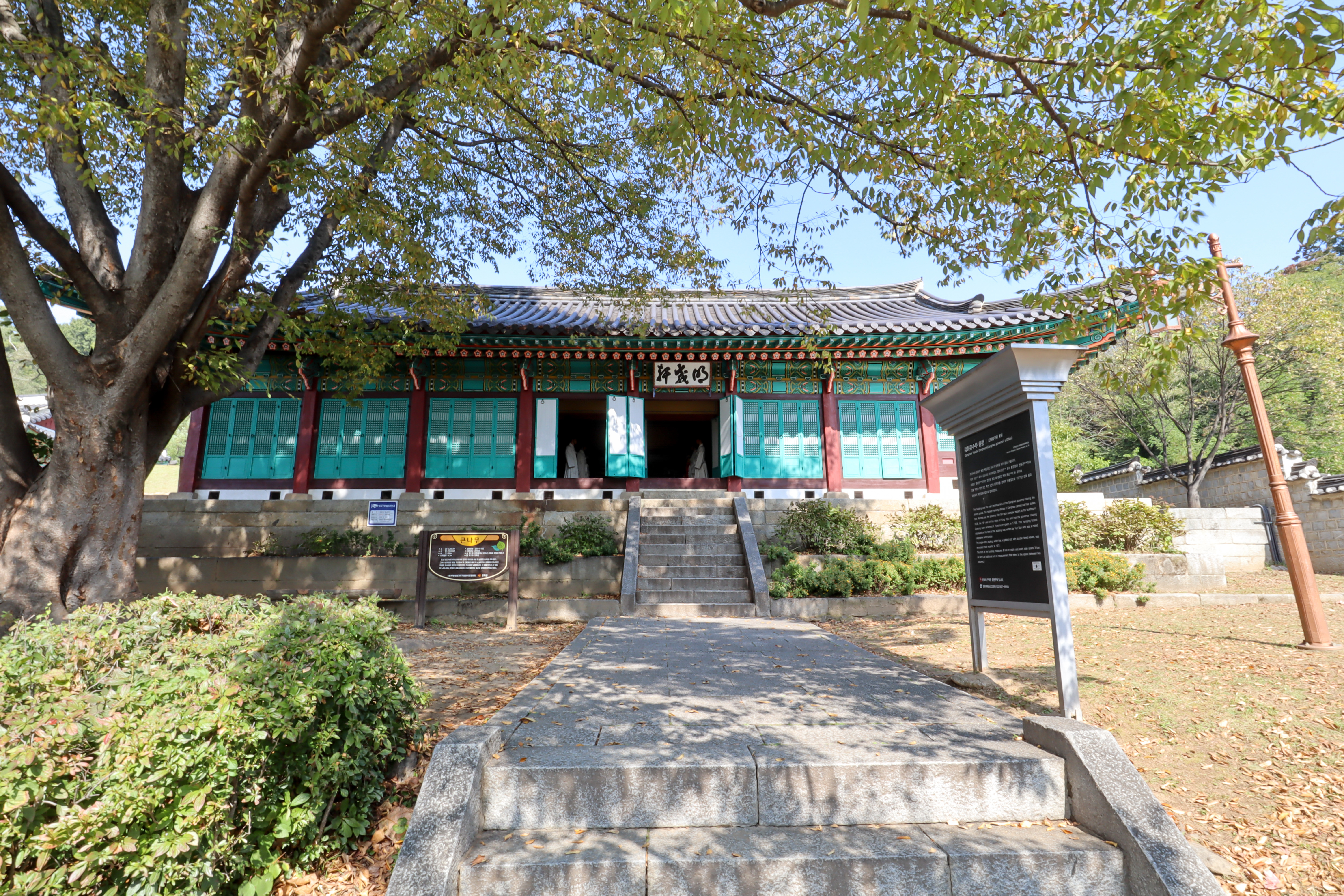
유수부 동헌 건물
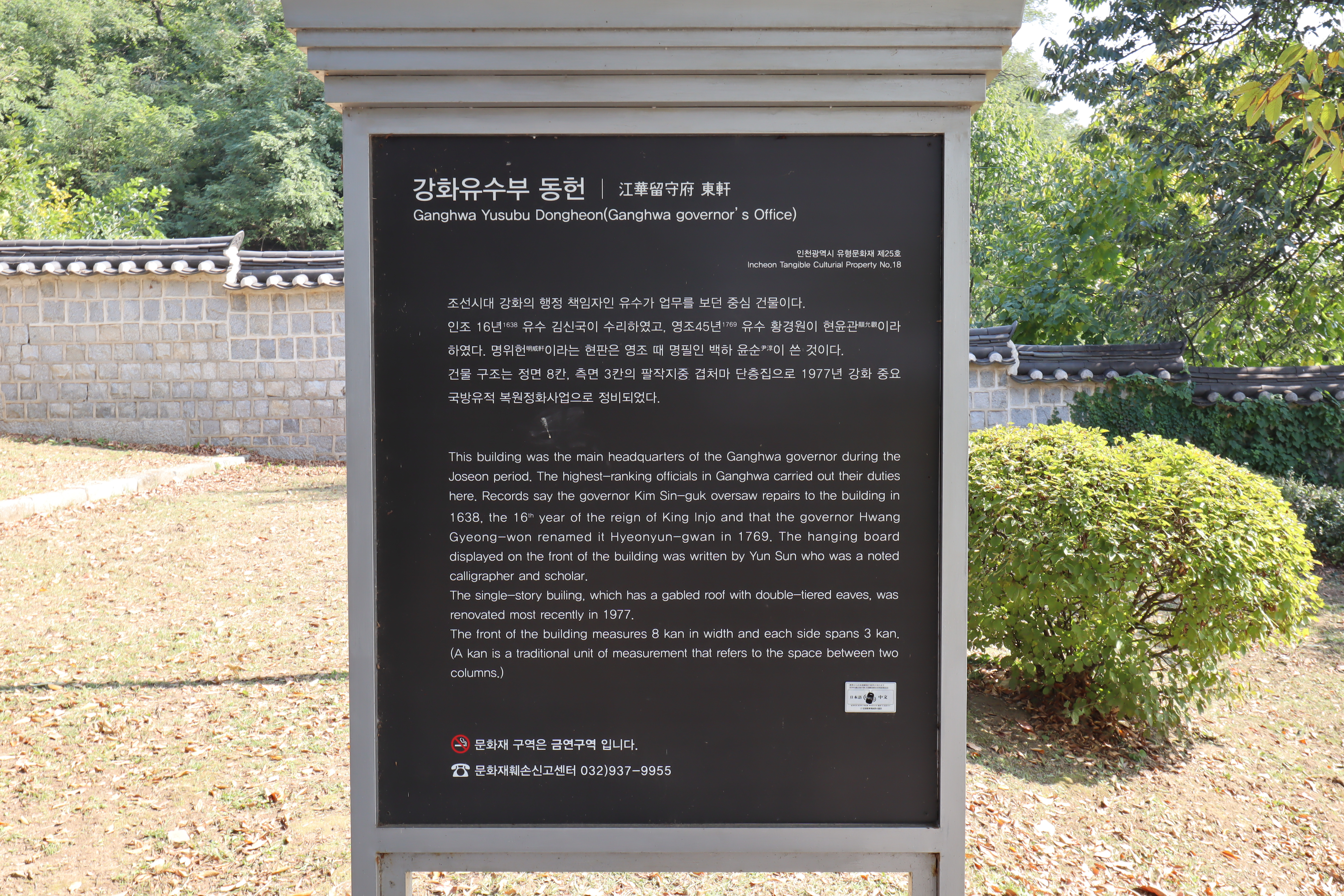
유수부 동헌 안내문
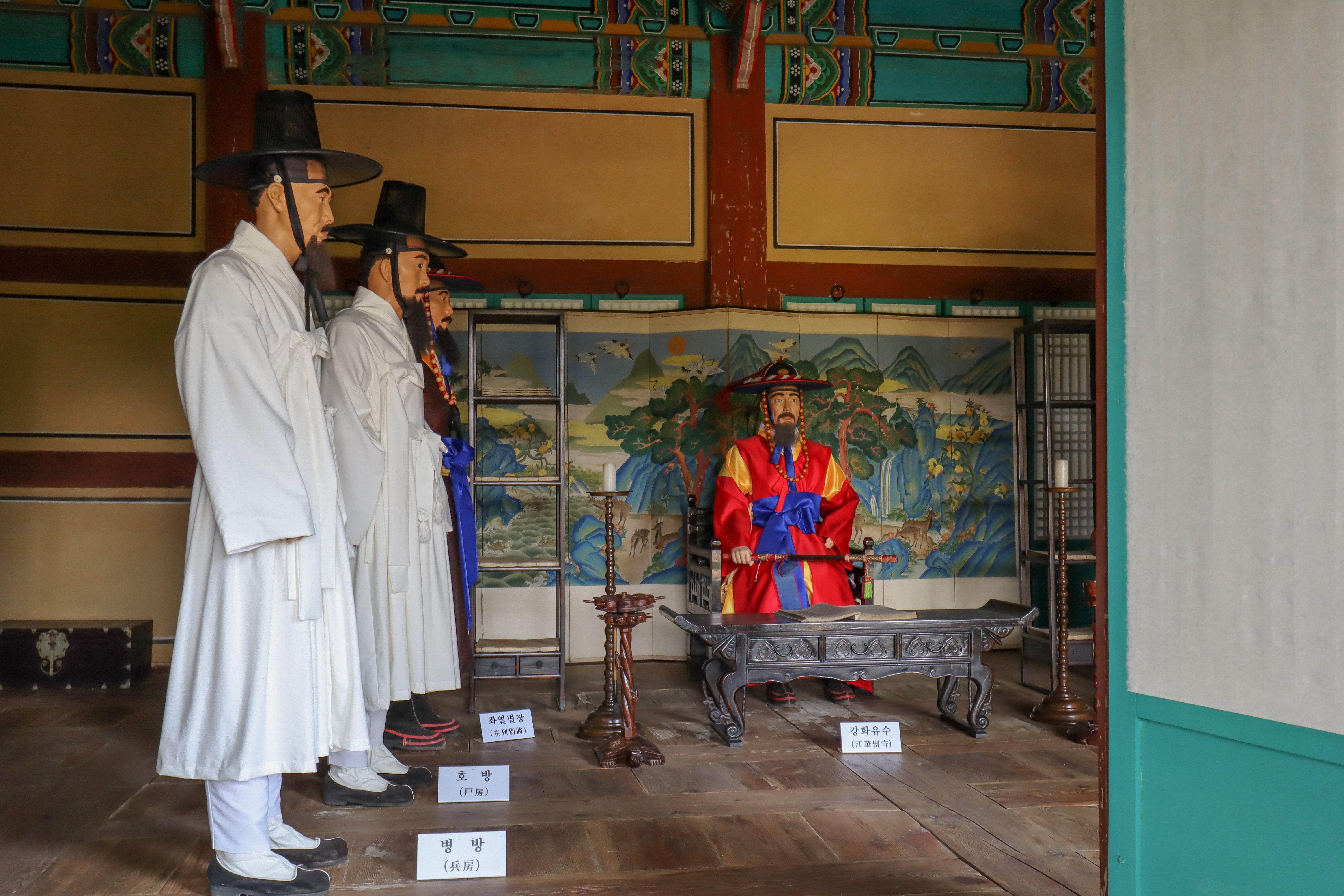
유수부 동헌 내부
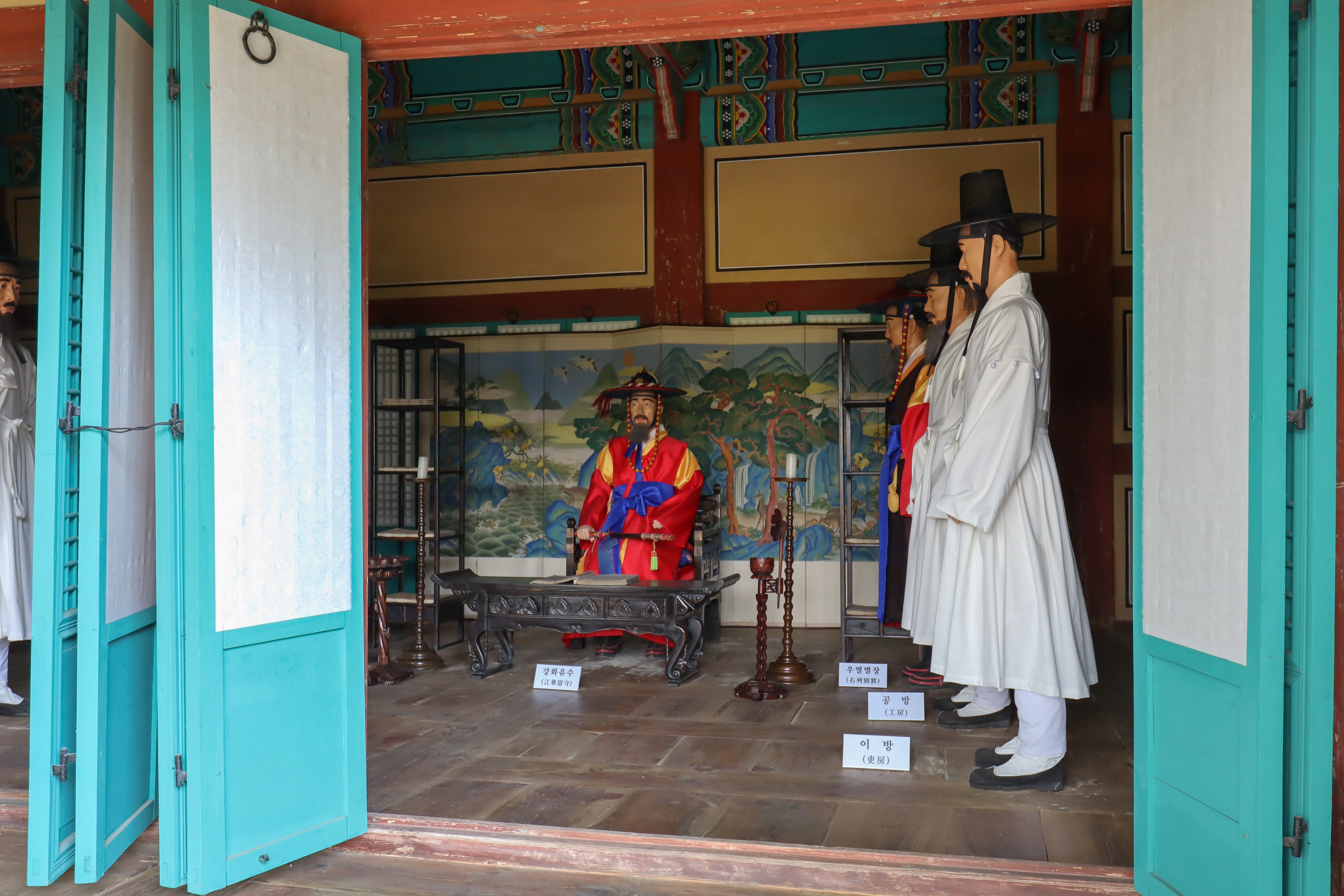
유수부 동헌 내부
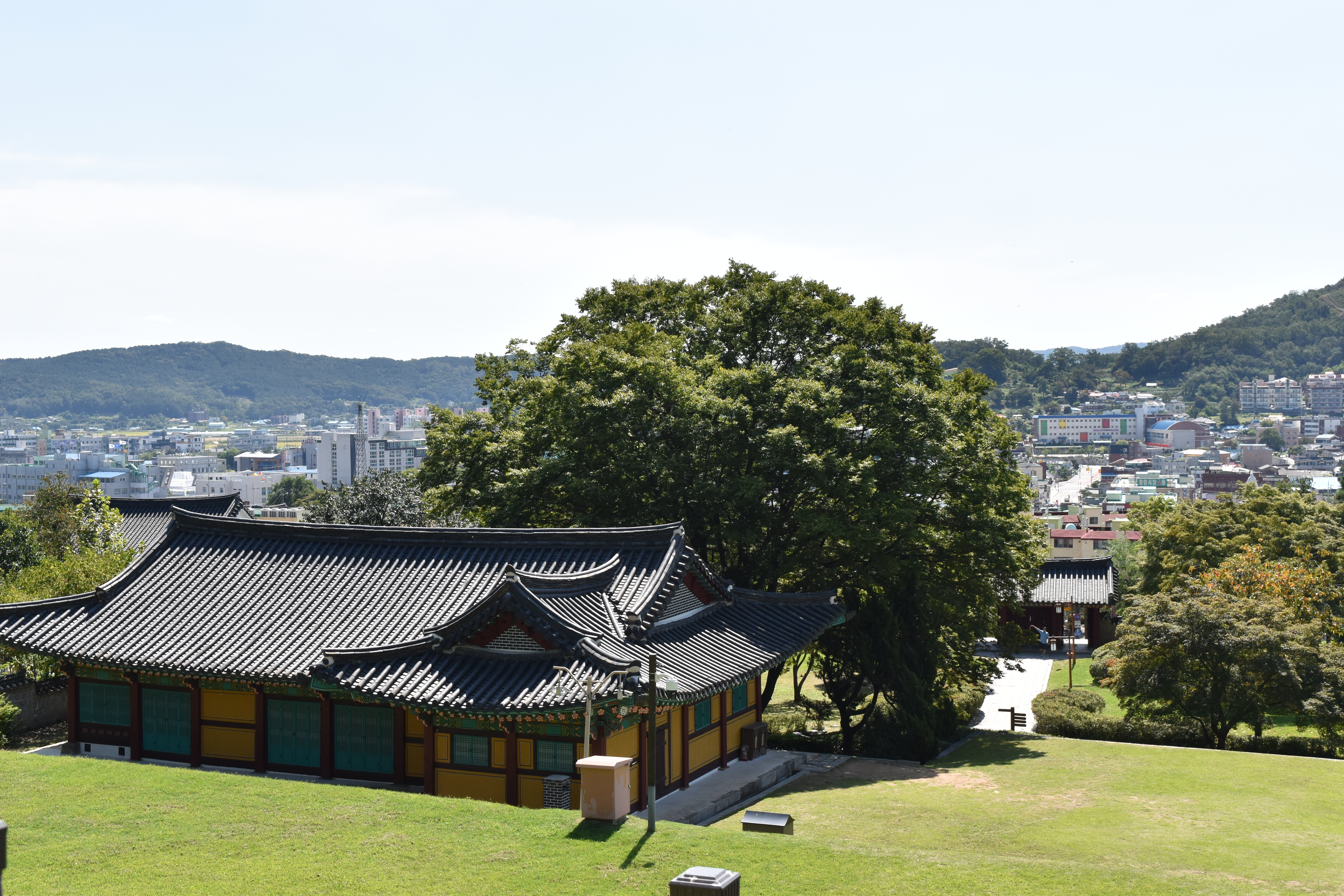
뒷 편에서 본 건물

## 참고 문헌
- 강화유수부 동헌 - 국가유산청 국가유산포털